# مالو بونگینتسه
مالو بونگینتسه (به صربی: Malo Bonjince) یک منطقهٔ مسکونی در صربستان است که در Opština Babušnica واقع شده‌است. مالو بونگینتسه ۱۱۵ نفر جمعیت دارد.